# Günter Spindler
Günter Spindler (ur. 19 marca 1949 w LeunIe) – wschodnioniemiecki zapaśnik walczący w stylu wolnym. Olimpijczyk z Monachium 1972, gdzie zajął siódme miejsce w kategorii 90 kg.
Siódmy na mistrzostwach świata w 1973. Brązowy medalista mistrzostw Europy w 1975 roku.
Wicemistrz NRD w 1973 i 1974 roku.